# Al-Khawr Stadium
Das al-Khawr Stadium oder auch al-Khor Stadium ist ein Fußballstadion mit Leichtathletikanlage in der katarischen Stadt Khor. In der Spielstätte finden vor allem Fußballspiele und Leichtathletikwettkämpfe statt. Es hat ein Fassungsvermögen von 16.000 Zuschauern. Hauptnutzer des Stadions ist der Fußballverein al-Khor Sports Club, der dort seine Heimspiele in der Qatar Stars League austrägt. Gebaut wurde das Stadiongebäude 1986. 2006 folgte eine Erneuerung.
In der Winterpause 2010/11, am 8. Januar 2011, absolvierte der deutsche Bundesligist FC Bayern München gegen al-Wakrah SC ein Vorbereitungsspiel im al-Khawr Stadium.
Das Stadion ist als Austragungsort für die Fußball-Weltmeisterschaft 2022 vorgesehen. Bis dahin ist ein Neubau für 45.120 Plätze geplant, d. h. das alte Stadion bleibt nicht erhalten.  Der Neubau soll an eine Meeresmuschel erinnern. Durch seine günstige Lage am Arabischen Golf soll es den Zuschauern der Westtribüne möglich sein, von ihren Sitzen auf die Meereslandschaft zu blicken. Zudem ist es geplant, Wassertaxis einzuführen, die einen Transfer zum Stadion möglich machen. Das al-Khawr Stadium soll schließlich nur noch Fußballstätte sein. Die Stadionplaner gaben sich bei der Neukonzeptionierung der Sportstätte das Ziel mit einer umweltfreundlichen, innovativen, CO2-neutralen Technologie die Stadien kühl zu halten, so dass die Temperatur 27 Grad Celsius nicht überschreiten soll. Der Entwurf wurde durch das deutsche Unternehmen AS&P, Albert Speer & Partner GmbH, erarbeitet. Das geplante Investitionsbudget liegt für den Neubau bei 251 Millionen Dollar. Zur Weltmeisterschaft sollen Gruppen- und Viertelfinalespiele hier ausgetragen werden.